# 애버크롬비 & 피치
애버크롬비 & 피치(Abercrombie & Fitch 또는 A&F)는 18세에서 22세를 주요 소비자로 하는 미국의 의류 회사이다. 현 회장 및 최고경영자(CEO)는 마이크 제프리스다. 미국에 300개 이상의 매장이 있으며, 현재 세계 시장으로 확장 중이다. 애버크롬비 & 피치는 애버크롬비(abercrombie, 아동의류), 홀리스터(Hollister Co), 길리 힉스(Gilly Hicks) 등의 파생 브랜드를 전개중이며, 룰 No.925(Ruehl No.925)는 2010년 초에 철수하였다.
2013년 10월 31일에는 서울의 청담동에 매장을 내면서, 대한민국에 진출했다. `우리는 백인들을 위한 옷을 만든다. 아시아나 아프리카 지역에는 진출하지 않겠다`고 선언했던 애버크롬비가 아시아에 진출한 것은 미국에서의 영업부진 때문이다. 그 후 티셔츠는 한세실업이 생산하였다.

## 논란
애버크롬비의 최고경영자인 마이크 제프리스는 "젊고, 아름답고, 마른 사람들만 우리 옷을 입었으면 좋겠다", "뚱뚱한 고객이 들어오면 물을 흐리기 때문에 엑스라지(XL) 이상의 여성 옷은 팔지 않는다" 등의 인종차별적, 외모지상주의식 발언을 한 것으로 알려져있다. 이 때문에 애버크롬비의 대한민국 진출을 두고는 곱지 않은 시선이 한국 내에 팽배하다. 그럼에도 불구하고 이 상표의 바지들은 여느 회사의 그것들에 비해 허리가 더 크고 길이가 더 짧다. 예를 들어 32*34의 경우 랄프 로렌이나 리바이스의 33*33에 해당된다.

## 같이 보기
- 에어로포스테일
- 아메리칸 이글 아웃피터스